# Vela (satélite)

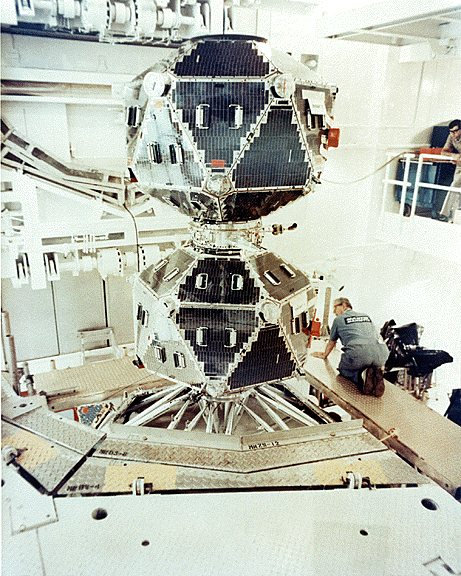
Satélite modelo Vela-5A/B en una sala blanca. (El satélite A y el B son separados después del lanzamiento)

Los satélites Vela, con un número total de 12: seis del plan Vela Hotel, y seis del plan Vela Avanzado; fueron parte del proyecto Vela. La misión de la serie Vela Hotel era descubrir las explosiones nucleares en el espacio, mientras que la serie de Vela Avanzada era no sólo descubrir estas explosiones espaciales sino, también, las producidas en la atmósfera. Todas las naves espaciales fueron manufacturadas por TRW y se lanzaron por parejas, o en propulsores Atlas-Agena o en Titán III-C, y fueron situados en órbitas entre 100.000 y 113.000 km, bastante por encima de los cinturones de Van Allen.
El primer par Vela Hotel se lanzó en 1963, tres días después de que fuera firmado el Tratado de prohibición parcial de ensayos nucleares, y el último en 1965. Estaban diseñados para una vida de seis meses pero realmente duraron más de cinco años. Se lanzaron los pares de Vela avanzados en 1967, 1969 y 1970. Estos tenían una vida prevista de 18 meses, después prorrogada a 7 años. Sin embargo, el último satélite detenido en 1984 fue el Vehículo 9, el cual había sido lanzado en 1969 y había durado casi 15 años. Los satélites Vela originales estaban provistos con 12 detectores externos de rayos X y 18 detectores internos de neutrones y rayos gamma. Su energía se la suministraban paneles solares de 90 vatios.
Los satélites Vela Avanzados estaban adicionalmente provistos con dos sensores capaces de captar intervalos de ligerísimos niveles por debajo del milisegundo. Podían determinar la localización de una explosión nuclear a una distancia de aproximadamente 5.000 km. Las explosiones nucleares atmosféricas producen una única señal: un flash y la intensa llamarada que duran alrededor de 1 milisegundo, seguida por una segunda señal mucho más prolongada y menos intensa de emisión de luz que dura desde un fragmento de segundo a varios segundos. El efecto ocurre porque la superficie del primer destello es alcanzado rápidamente por la ensanchada onda de choque atmosférica compuesta de gas ionizado. Aunque emite una cantidad considerable de luz, se vuelve opaco e impide al destello más luminoso lejano brillar a través de él. Cuando la onda de choque se expande, la cantidad de luz que emite aumenta la superficie de su área. No se conoce ningún fenómeno natural que pueda producir este efecto.
Los satélites también estaban provistos con sensores que podían descubrir la pulsación electromagnética de una explosión atmosférica. Se requirió una potencia energética adicional para estos instrumentos, y los satélites más grandes tuvieron un consumo de 120 vatios generados por los paneles solares.
Inesperadamente, los satélites Vela fueron los primeros dispositivos en descubrir los estallidos de rayos gamma provenientes del espacio exterior.
El 22 de septiembre de 1979, el satélite Vela 6911 descubrió la llamarada característica de una explosión nuclear atmosférica que dio motivo a controversias. Hasta la fecha no se ha explicado suficientemente este hecho, que ha pasado a llamarse el Incidente Vela.

## Incidente Vela
El Incidente Vela es la curiosa y antigua historia de un extraño suceso que se produjo en 1979: un gigantesco flash de luz fue detectado por uno de los satélites Vela en el océano Pacífico. Este satélite estaba diseñado específicamente para detectar explosiones nucleares, pero nunca quedó claro del todo qué es lo que detectó realmente. Durante décadas se ha especulado y ha habido mucha controversia acerca de si lo que sucedió en aquel momento de la Guerra Fría fue una prueba nuclear de algún país como Sudáfrica o Israel, o incluso China, la Unión Soviética, India o tal vez una prueba conjunta de varios de ellos.
La información más reciente que ha ido saliendo a la luz con el paso de los años y la apertura de documentos clasificados quita peso a la teoría conspirativa para dejarlo en que tal vez fuese un meteorito, un micrometeorito o algo parecido, pero las teorías al respecto abundan.